# تيف سيتي (ميزوري)
تيف سيتي (بالإنجليزية: Tiff City)‏ هي إحدى المجتمعات الفردية (غير مصنفة) في ولاية ميزوري في الولايات المتحدة الأمريكية.

## أعلام
- دنيس بورنس